# Oligooestrus oestroideus
Oligooestrus oestroideus là một loài ruồi trong họ Tachinidae.